# Leiboom

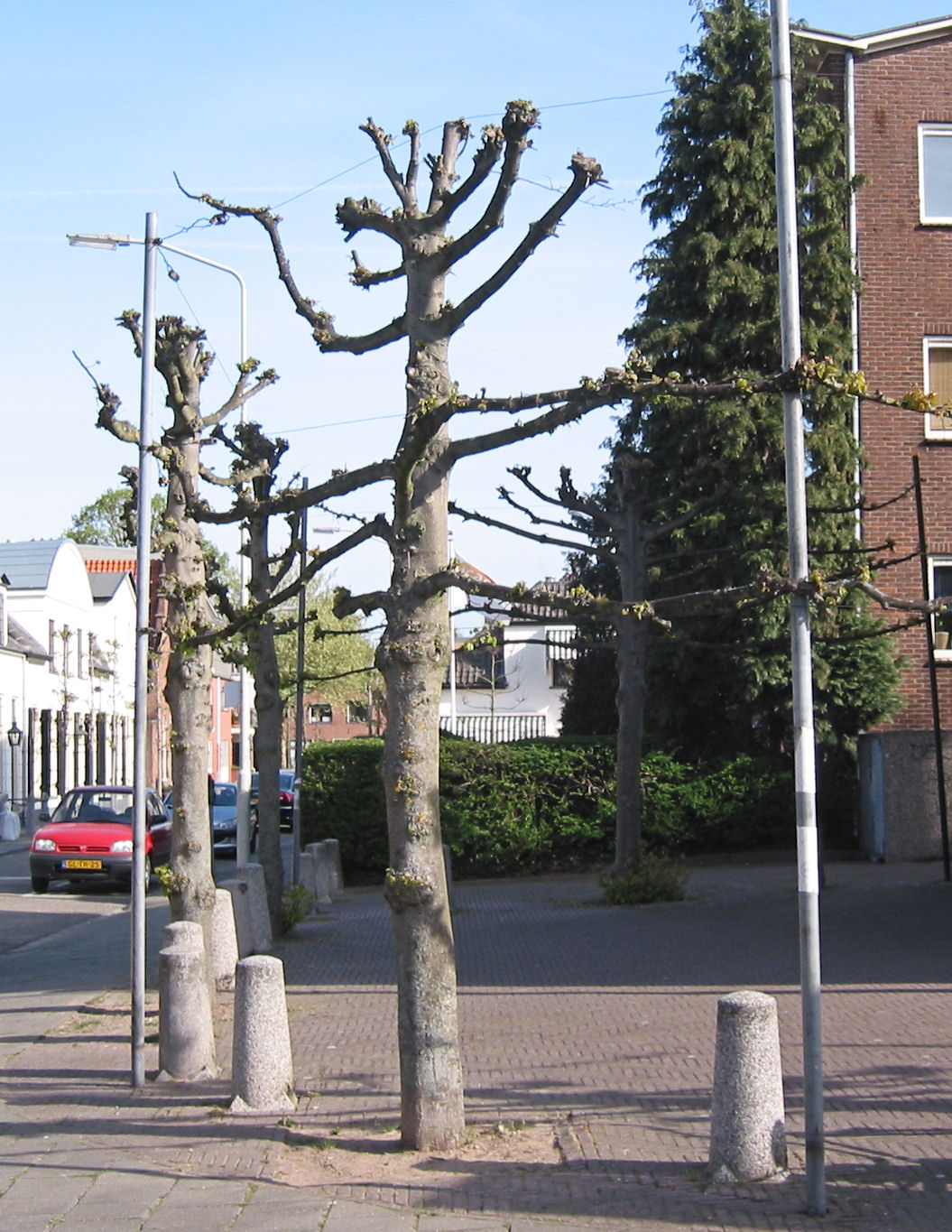
Leilinden

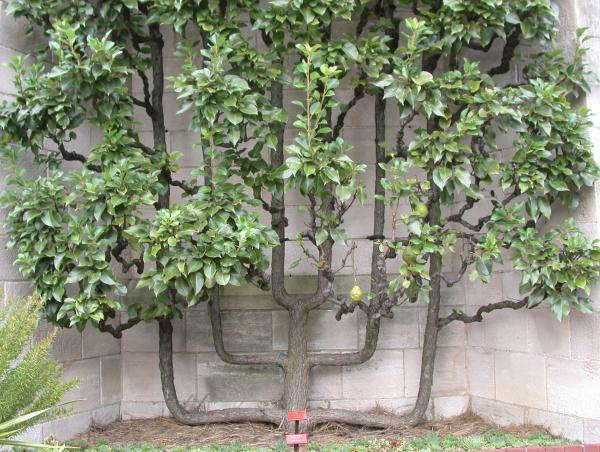
Perenleiboom in de vorm van een cordon

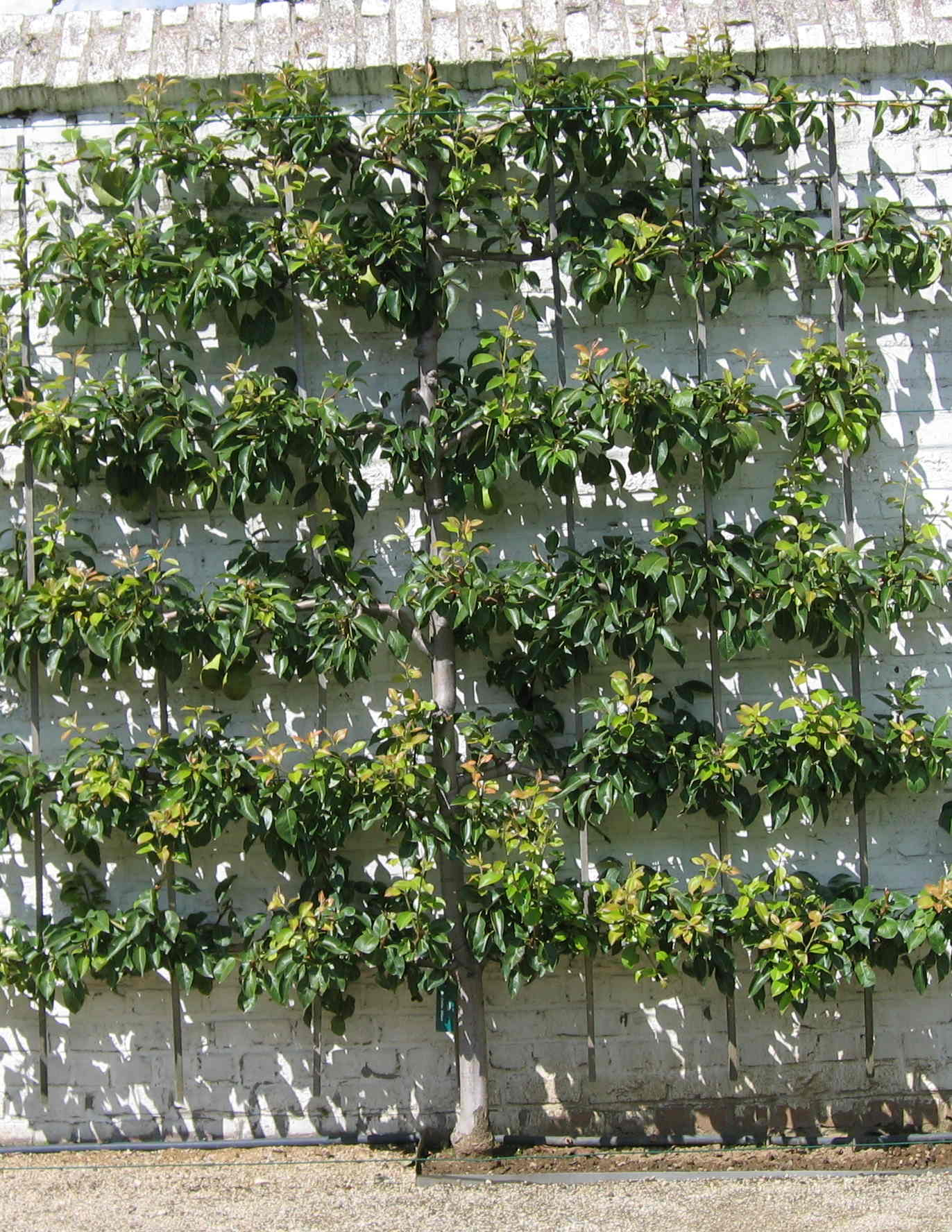
Een perenleiboom met horizontale takken

Een leiboom is een boom waarvan de takken in een bepaalde richting geleid worden. Elk jaar wordt de boom teruggesnoeid tot op de gesteltakken of "liggers".
Een bekend voorbeeld is de leilinde, die vooral bij boerderijen werd geplant als zonne- en windscherm. Ook vruchtbomen worden wel geleid langs bijvoorbeeld zuidmuren of zoals bij peren in een berceau (perenloofgang).
Bomen die geschikt zijn, hebben met elkaar gemeen dat ze goed snoeibaar zijn, geen zogenaamde waterloten maken (takken die bijna in een hoek van 90 graden omhoog groeien), buigzame takken hebben en makkelijk uitlopen, ook op ouder hout. Geschikte kandidaten zijn onder meer de linde, de plataan, de witte en de zwarte moerbei, enkele soorten esdoorn, de amberboom en de laurierkers.
De keuze van de soort is afhankelijk van smaak, grondwaterstand, grondsoort, windbestendigheid en doel. Het onderhoud moet niet onderschat worden: de bomen moeten een, vaak tweemaal per jaar gesnoeid worden. De plataan geeft een stof af bij snoei, waar veel mensen allergisch op reageren. De bessen van de moerbei kunnen op bestrating lelijke, niet verwijderbare vlekken maken. De meeste lindes zijn erg gevoelig voor bladluis. Dit zijn zaken die bij de keuze van de boom meegewogen kunnen worden.
Het bij de aankoop aanwezig rek, meestal van bamboe, kan afhankelijk van soort en groeikracht doorgaans verwijderd worden na drie à vier jaar. Door de extra windgevoeligheid van deze snoeivorm, verdient het aanbeveling de bomen tot die tijd aan een boompaal vast te zetten.

## Snoei
De snoeiperiode kan verschillen per soort. Bij de linde en de plataan is snoeien vanaf september mogelijk. Vroege snoei heeft als voordeel dat de snoeiwonden snel helen; latere snoei (als het blad gevallen is en het niet vriest) heeft als voordeel dat de voedingsstoffen uit de bladeren door de boom zijn opgeslagen. Vanwege vatbaarheid voor bepaalde ziekten worden de appel en de peer bij voorkeur gesnoeid na het vallen van het blad, maar steenvruchten als kers, pruim en perzik, liefst vlak na de oogst.
Er zijn twee gangbare snoeimethoden:
Oud-Hollandse manier
Hierbij worden alle scheuten op de gesteltakken verwijderd. Deze vormen als het ware het geraamte van de boom. Vervolgens worden de gesteltakken op gelijke lengte gesnoeid. Er kan gekozen worden voor matiger snoei en de eerste jaren de geschikte "uitstaande" takken die dat toelaten horizontaal uit te buigen en vast te maken aan het rek met bindbuis. Het bindmateriaal moet tijdig verwijderd worden om ingroeien te voorkomen.
Snoeien als scherm
Naast het zorgvuldige, meer tijdrovende terugsnoeien op de gesteltakken met snoeischaar en takkenschaar kan er ook voor gekozen worden om de boom machinaal of handmatig te snoeien als een haag op hoogte. De oorspronkelijke vorm van de leiboom gaat hierbij wat verloren.